# Cooper Koch
Cooper Koch (Los Angeles, Califòrnia, 16 de juliol de 1996) és un actor nord-americà, conegut sobretot per la seva interpretació de l'assassí Erik Menéndez a la sèrie dramàtica policíaca Monsters: The Lyle and Erik Menendez Story (2024). També ha protagonitzat la pel·lícula de terror They/Them i la pel·lícula de terror Swallowed (ambdues del 2022).

## Biografia
Cooper Koch va néixer el 16 de juliol de 1996 a Woodland Hills, Los Angeles. Té un germà bessó, Payton Koch, que treballa com a editor de cinema, i un segon germà anomenat Walter, que és músic. El seu pare, Billy Koch, treballa en cinema al departament d'efectes visuals. El seu avi és el productor Hawk Koch, i el seu besavi va ser el productor i director de cinema Howard W. Koch. Koch va assistir a l'Escola Pace d'Arts Escèniques a la ciutat de Nova York, de la qual es va graduar al maig de 2018. Va rebre el seu primer crèdit d'actuació en pantalla per a la pel·lícula de 2007 Fracture, que va ser produïda pel seu avi.
Koch és obertament gai i sol protagonitzar pel·lícules queer, com A New York Christmas Wedding (2020), They/Them i Swallowed (ambdues de 2022).

## Filmografia

### Cinema
| Any  | Títol                        | Paper          | Notes | Ref.  |
| ---- | ---------------------------- | -------------- | ----- | ----- |
| 2007 | Fracture                     |                |       | [ 3 ] |
| 2020 | A New York Christmas Wedding | Azrael Gabison |       | [ 6 ] |
| 2022 | They/Them                    | Stu            |       | [ 7 ] |
| 2022 | Swallowed                    | Benjamí        |       | [ 8 ] |

### Sèrie de televisió
| Any  | Títol                                      | Paper         | Notes              | Ref.   |
| ---- | ------------------------------------------ | ------------- | ------------------ | ------ |
| 2018 | West 40s                                   | Noi al tren   | Convidat           | [ 9 ]  |
| 2020 | Power Book II: Ghost                       | persecució    | Convidat           | [ 10 ] |
| 2024 | Monsters: The Lyle and Erik Menendez Story | Erik Menéndez | Paper protagonista | [ 11 ] |